# Балтська алювіально-дельтова рівнина
Ба́лтська алювіа́льно-де́льтова рівни́на — геоморфологічна підобласть на південному сході Волино-Подільської області пластово-денудаційних і пластово-акумулятивних підвищених рівнин, на межиріччі Дністра та Південного Бугу. 
Є давньою алювіально-дельтовою рівниною, що формувалася протягом неогену. 
Геоструктурно відповідає відносно зануреній південно-західній частині Українського щита. На кристалічному фундаменті залягають неогенові морські відклади, що фаціально заміщуються алювіально-дельтовими піщано-глинистими утвореннями балтської світи міоценово-пліоценового віку.